# پتر فن روی
پتر فن روی (آلمانی: Peter van Roye؛ زادهٔ ۳۰ مهٔ ۱۹۵۰) قایقران روئینگ اهل آلمان بود.